# 林国清
林国清（？—），女，福建莆田人，中国排球运动员。曾获得1985年世界杯女子排球赛冠军。